# Didymomyia tiliacea
Didymomyia tiliacea är en tvåvingeart som först beskrevs av Bremi 1847.  Didymomyia tiliacea ingår i släktet Didymomyia och familjen gallmyggor. Inga underarter finns listade i Catalogue of Life.